# Kotuszów (województwo świętokrzyskie)
Kotuszów – wieś w Polsce położona w województwie świętokrzyskim, w powiecie staszowskim, w gminie Szydłów. Leży w dolinie rzeki Czarnej Staszowskiej, ok. 2,5 km od Zalewu Chańcza.
W latach 1954–1961 wieś należała i była siedzibą władz gromady Kotuszów, po jej zniesieniu w gromadzie Kurozwęki. W latach 1975–1998 miejscowość administracyjnie należała do województwa kieleckiego.

## Współczesne części wsi
Poniżej w tabeli 1 integralne części wsi Kotuszów (0274826) z aktualnie przypisanym im numerem SIMC (zgodnym z Systemem Identyfikatorów i Nazw Miejscowości) z katalogu TERYT (Krajowego Rejestru Urzędowego Podziału Terytorialnego Kraju).
| SIMC    | Nazwa            | Rodzaj             |
| ------- | ---------------- | ------------------ |
| 0274832 | Dorozów          | część miejscowości |
| 0274849 | Kolonia Kotuszów | część miejscowości |
| 0274855 | Nowa Wieś        | część miejscowości |
| 0274861 | Zapusta          | część miejscowości |

Wieś tworzy sołectwo

## Dawne części wsi – obiekty fizjograficzne
W latach 70. XX wieku przyporządkowano i opracowano spis lokalnych części integralnych dla Kotuszowa zawarty w tabeli 2.

| Nazwa wsi – miasta   | Nazwy części wsi – miasta          | Nazwy obiektów fizjograficznych – charakter obiektu |
| -------------------- | ---------------------------------- | --- |
| I. Gromada KUROZWĘKI |                                    | |
| 1. Kotuszów          | 1. Dorozów 2. Nowa Wieś 3. Zapusta | 1. Borki — pole 2. Dorozów — pole 3. Dworskie — pole 4. Działki — pole 5. Morgi — pole 6. Naborki — pole 7. Nowa Wieś — pole 8. Podbanie — pole, łąka 9. Poświątne — pole, łąka 10. Szadykierz — pole 11. Zapusta — pole |

## Historia
Kotuszów jako osada otwarta powstał od przełomu VIII i IX do X w. Pierwsze wzmianki o Kotuszowie w źródłach pisanych pochodzą z 1326 roku, a nazwa pochodzi prawdopodobnie od nazwiska rycerza Toligniewa Kotuszowskiego, włodarza tych ziem, potomka rodu ze schyłku VI wieku .
W wieku XIX Kotuszów wieś w powiecie stopnickim, gminie Kurozwęki, parafii Kotuszów; leży na lewo od drogi bitej z Chmielnika do Kurozwęk, o milę od Staszowa. W 1880 r. posiadał kościół parafialny morowany, hutę szklaną i szkołę elementarną. 
W 1827 r. było tu 37 domów i 305 mieszkańców. Kościół tutejszy pierwotnie drewniany istniał już w XV w. pisze o tym Długosz (L.B. t.II s.387), obecny murowany wzniósł Krzysztof z Brzezia Lanckoroński w 1681 r. Parafia Kotuszów w dekanacie stopnickim liczyła 1542 dusz.

## Turystyka
W miejscowości znajduje się stadnina koni arabskich. Obszar Kotuszowa wchodzi w skład Chmielnicko-Szydłowskiego Obszaru Chronionego Krajobrazu. We wsi znajdują się 2 pomniki przyrody: odsłonięcie geologiczne łupki prekambryjskie oraz okaz dębu szypułkowego.
Przez wieś przebiega szlak Małopolska Droga św. Jakuba.

## Zabytki
- Barokowy kościół pw. św. Jakuba Starszego